# Бьяджио, Мигель Анхель
Мигель Анхель Бьяджио (исп. Miguel Angel Olivares Biagi, более известен как Mike Biaggio, Miguel Angel Biaggio; род. 3 сентября 1977, Сан-Луис-Потоси, Мексика) — мексиканский актёр и певец.

## Биография
Родился 3 сентября 1977 года в Сан Луис Потоси в семье Мигеля Анхеля Оливареса и Арасели Бьяджи. У него есть также родная сестра Арасели, которая младше него на два года. В мексиканском кинематографе дебютировал в 1994 году в сериале Полёт орлицы и по состоянию на сегодняшний день принял участие в 23 работах — все теленовеллы, полнометражных кинофильмов в фильмографии актёра нет. В 1997 году он переезжает из родного Сан Луиса Потоси в Мехико и поступает в штаты телекомпании Televisa. Некоторые сериалы с его участием были проданы за рубеж и несколько из данного списка завоевали популярность — Мачеха, Наперекор судьбе, Два лица страсти, Женщины-убийцы, Сакатильо, место в твоём сердце).

### Музыкальная карьера
Он вступил в музыкальную группу Mercurio и выпустил один альбом — El fenomeno y Evolucion. В качестве певца спел несколько песен в сольном исполнении.

### Личная жизнь
Мигель Анхель Бьяджио был женат на актрисе Глории Сьерре, у них трое дочерей — Эухения, Хульета и Виктория. Но личная жизнь у супругов не сложилась — супруги развелись.

## Фильмография

### Сериалы

#### Свыше двух сезонов
- 1985—2007 — Женщина, случаи из реальной жизни (всего 17 сезонов; принял участие в сезонах 2001-03 гг.).
- 2004-06 — Мятежники (3 сезона) — Хавьер Аланис.
- 2008-по с.д — Женщины-убийцы (3 сезона) — Рамон Моралес.
- 2011-по с.д — Как говорится (5 сезонов) — Алекс.

#### Televisa
- 1994 — Полёт орлицы.
- 1998 — Ложь — Пепе.
- 1998—1999 — Привилегия любить — Панчо.
- 1998—1999 — Мечтательницы — Адольфо.
- 2000 — Моя судьба — это ты — Сесар Бекер-Родригес.
- 2001 — Право на рождение — Доктор Альберто Лимонта.
- 2001—2002 — Игра жизни — Антонио «Тоньо» Пачеко.
- 2004 — Сердца на пределе — Самюэль Киснерос Кастро.
- 2005 — Наперекор судьбе — Куко.
- 2005 — У любви нет цены — Камило Марин.
- 2005—2007 — Мачеха — Анхель Сан Роман.
- 2006—2007 — Два лица страсти — Фабиан Эскудеро.
- 2007 — Девочки, как вы — Родриго.
- 2008 — Дорогой враг — Чало Карраско.
- 2008 — Удар в сердце — Кристиан Бермудес.
- 2010 — Сакатильо, место в твоём сердце — Фернандо.
- 2011 — Возлюбленное сердце (2 сезона) — Альфонсо Армендарис.
- 2012—2013 — Как прекрасна любовь — Сусано.
- 2014—2015 — Итальянка собирается замуж — Освальдо.
- 2018 — Водитель такси (исп. La Taxista) — Хуан Лозоя.